# Gasosaurus
Gasosaurus constructus
Genre
Espèce

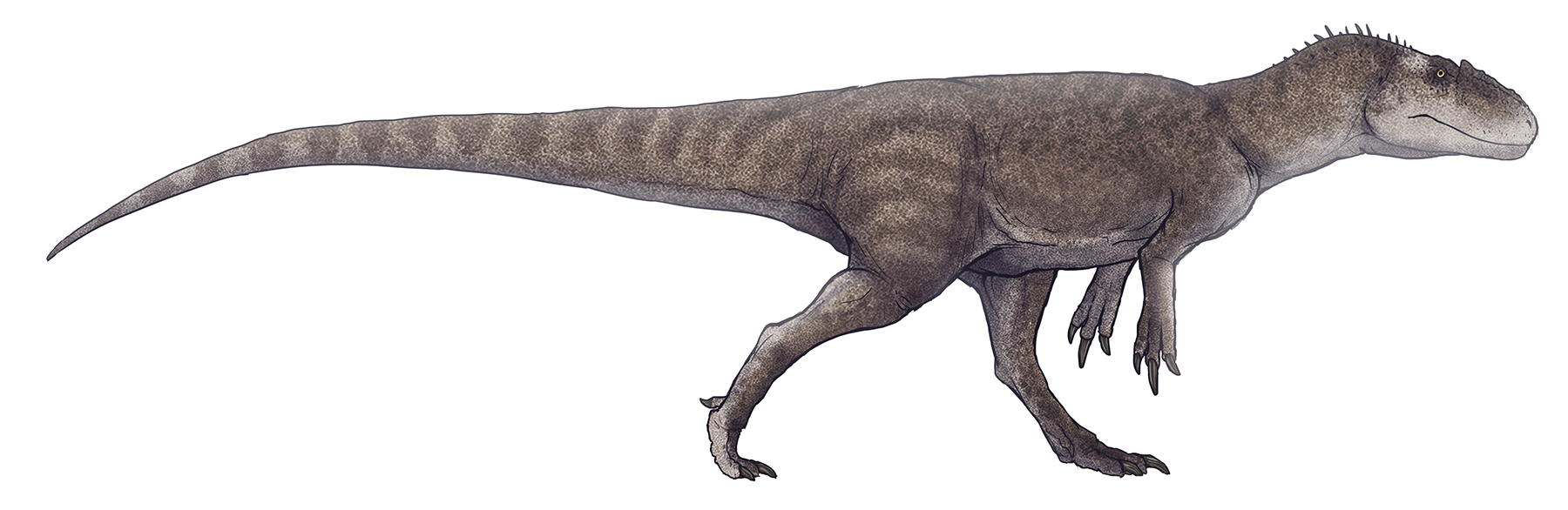
Reconstitution.

Gasosaurus (en chinois : 气龙属) est un genre éteint de dinosaures théropodes, découvert dans la formation de Dashanpu, dans le Sichuan (Chine). Il est daté du Jurassique moyen, il y a environ entre 168 et 164 Ma (millions d'années).
Une seule espèce est rattachée au genre, Gasosaurus constructus, décrite par Dong Zhiming et Zilu Tang en 1985.

## Étymologie
Comme un certain nombre de dinosaures récemment nommés, Gasosaurus a reçu un nom surprenant, sans aucun rapport avec son apparence ou ses mœurs. Décrit en 1985, il a été nommé « lézard du gaz » en l'honneur de la compagnie gazière chinoise à l'origine de la découverte du site.

## Description
Tant que d'autres restes de l'animal ne seront pas découverts, ce dinosaure probablement carnosaurien restera mystérieux.
Seuls quelques éléments d'un individu ont été retrouvés : une patte antérieure, une postérieure et le bassin.
Selon les paléontologues, il serait carnivore.

## Canular de l’œuf éclos en 2014
En 2014, une série de posts Internet viraux ont circulé, annonçant qu'un « œuf de Gasosaurus vieux de 200 millions d'années avait éclos dans le musée d'histoire naturelle de Berlin ».